# Isaac Okoronkwo
Isaac Okoronkwo (Nbene, Nigeria, 1 de mayo de 1978) es un exfutbolista nigeriano que jugaba de defensa.

## Selección nacional
Fue internacional con la selección de fútbol de Nigeria en 26 ocasiones.

### Participaciones en Copas del Mundo
| Mundial                        | Sede                  | Resultado    |
| ------------------------------ | --------------------- | ------------ |
| Copa Mundial de Fútbol de 2002 | Corea del Sur y Japón | Primera fase |

## Clubes
| Club                          | País       | Año        |
| ----------------------------- | ---------- | ---------- |
| Enyimba F. C.                 | Nigeria    | 1994       |
| Iwuanyanwu Nationale F. C.    | Nigeria    | 1995       |
| Julius Berger F. C.           | Nigeria    | 1996-19997 |
| Al-Rayyan S. C.               | Catar      | 1997-1998  |
| Iwuanyanwu Nationale F. C.    | Nigeria    | 1998       |
| F. C. Sheriff Tiraspol        | Moldavia   | 1998-2000  |
| F. C. Shajtar Donetsk         | Ucrania    | 2000-2003  |
| Wolverhampton Wanderers F. C. | Inglaterra | 2003-2004  |
| F. C. Alania Vladikavkaz      | Rusia      | 2005       |
| F. C. Moscú                   | Rusia      | 2006-2009  |
| F. C. Rostov                  | Ucrania    | 2010-2013  |

## Palmarés

### Títulos nacionales
| Título                  | Club                   | País     | Año     |
| ----------------------- | ---------------------- | -------- | ------- |
| Copa de Moldavia        | F. C. Sheriff Tiraspol | Moldavia | 1998-99 |
| Copa de Ucrania         | F. C. Shajtar Donetsk  | Ucrania  | 2000-01 |
| Liga Suprema de Ucrania | F. C. Shajtar Donetsk  | Ucrania  | 2001-02 |
| Copa de Ucrania         | F. C. Shajtar Donetsk  | Ucrania  | 2001-02 |